# Попков, Александр Леонидович
Александр Леонидович Попков (бел. Аляксандр Леанідавіч Папкоў; род. 16 августа 1954, посёлок Ореховск, Оршанский район, Витебская область) — советский и белорусский баскетболист и тренер. Выступал на позициях атакующего защитника и лёгкого форварда. Мастер спорта СССР. Окончил Белорусский государственный институт физической культуры (1978). Главный тренер сборной Беларуси (2008—2009).

## Игровая карьера
Александр Попков — воспитанник СДЮШОР № 1 города Светлогорска, проходил в ней обучение под руководством Николая Ивановича Зарубова. Затем проходил обучение в Республиканской общеобразовательной школе-интернате со спортивной направленностью (ныне — Республиканское государственное училище олимпийского резерва) в Минске под руководством Виктора Ивановича Белевича.
В 1970—1980-е годы Александр Попков был ведущим игроком и капитаном минского РТИ, привлекался в сборную СССР. В составе юниорской сборной СССР (U-18) выступал на чемпионате Европы-1974 (5-е место). В составе студенческой сборной СССР стал серебряным призёром Универсиады-1977.
В конце 1980-х — начале 1990-х годов Александр Попков выступал в клубах Болгарии и Польши, с 1992 года — в чемпионате Беларуси. В составе клуба РТИ-2-РУОР стал чемпионом Беларуси в сезоне 1993/1994. Игровую карьеру завершал в минском «Автозаводце».

## Тренерская карьера
В 1995 году Александр Попков, будучи действующим игроком «Автозаводца», одновременно стал главным тренером другого белорусского клуба — минского РУОР, привёл его к золотым медалям в чемпионате Беларуси-1996/1997. В том же 1997 году объединённая команда «Автозаводца» и РУОРа под руководством Александра Тониева и Александра Попкова стала первым обладателем Кубка Беларуси.
В дальнейшем Александр Попков был главным тренером белорусских клубов РТИ, «Гродно-93», «Минск-2006», руководил юношеской и молодёжной (в 1997—2007 годах, с перерывами) сборной Беларуси.
В 2008—2009 годах Александр Попков руководил национальной сборной Беларуси. Сборная Беларуси под руководством Попкова была близка к выходу в финальную часть чемпионата Европы, но в решающем матче проиграла сборной Грузии.
Александр Попков завершал тренерскую карьеру в качестве тренера-преподавателя Республиканского государственного училища олимпийского резерва. В настоящее время живёт в Минске. С мая 2015 года находится на лечении после отрыва тромба.

## Достижения

### В качестве игрока
- Чемпион Беларуси (1): 1993/1994.
- Серебряный призёр чемпионата Беларуси (1): 1992/1993.
- Бронзовый призёр чемпионата Беларуси (2): 1994/1995, 1995/1996.
- Серебряный призёр Универсиады (1): 1977.

### В качестве тренера
- Чемпион Беларуси (1): 1996/1997.
- Серебряный призёр чемпионата Беларуси (5): 2000/2001, 2002/2003, 2005/2006, 2009/2010, 2010/2011.
- Бронзовый призёр чемпионата Беларуси (1): 2001/2002.
- Обладатель Кубка Беларуси (1): 1997.